# Die neuen Leiden des jungen W.
Die neuen Leiden des jungen W. ist ein Roman und Bühnenstück von Ulrich Plenzdorf, das Parallelen zwischen Werther (aus Goethes Die Leiden des jungen Werthers), Holden (aus Salingers Der Fänger im Roggen), Robinson (aus Daniel Defoes Robinson Crusoe) und Edgar Wibeau zieht, der Hauptfigur des Werks: ein siebzehnjähriger DDR-Bürger.
Plenzdorf schrieb 1968 zusammen mit der Dramaturgin Inge Heym eine Urfassung als Filmszenarium, die er bei der DEFA einreichte, welche aber abgelehnt wurde. Darauf schrieb er Die neuen Leiden des jungen W. als Prosatext und bot das Manuskript mehreren Verlagen an. 1972 wurde in der DDR-Literaturzeitschrift Sinn und Form der Prosatext veröffentlicht. 1973 bot der Hinstorff Verlag Plenzdorf eine Buchveröffentlichung mit einer größeren Seitenzahl als die der Sinn und Form-Veröffentlichung an. So konnte Plenzdorf seinen Prosatext überarbeiten. 1976 wurde das Stück mit Klaus Hoffmann und Léonie Thelen in den Hauptrollen in Westdeutschland verfilmt.

## Geschichte
Plenzdorf schrieb sein gesellschaftskritisches Bühnenstück Die neuen Leiden des jungen W. im Jargon der DDR-Jugend der 1970er Jahre. Es erzählt die Geschichte eines Jugendlichen, der aus seiner kleinbürgerlichen Umwelt ausbrechen will und beim Lesen von Goethes Werk Die Leiden des jungen Werthers immer wieder Ähnlichkeiten mit seinem eigenen Leben entdeckt. Die Uraufführung des Stücks am 18. Mai 1972 in Halle (Saale) unter der Regie von Horst Schönemann mit Reinhard Straube in der Titelrolle war ein großer Erfolg. In den folgenden Jahren wurde Die neuen Leiden des jungen W. zu einem „Kult-Stück“ und an vielen Bühnen der DDR, aber auch in der Bundesrepublik und in anderen Ländern aufgeführt.
Die Prosafassung bzw. das Bühnenstück wurden in folgenden Sprachen veröffentlicht: 1972 (deutsch), 1973 (tschechisch-Theatermanuskript), 1973 (italienisch, schwedisch), 1974 (finnisch, niederländisch, norwegisch, polnisch), 1975 (französisch), 1976 (estnisch, japanisch, norwegisch, ungarisch), 1977 (rumänisch, slowakisch), 1978 (serbokroatisch), 1979 (dänisch, englisch von Kenneth Wilcox), 1980 (litauisch), 1981 (neugriechisch von Toula Sieti, Athen), 1982 (georgisch, slowenisch), 1984 (spanisch), 1986 (tschechisch), 1991 (türkisch von Nuran Özyer, Ankara).

## Unterschiedliche Fassungen
Im Jahre 1968 entstand ein Szenarium in Form eines unbetitelten Manuskripts, das die Urfassung darstellt. Im Jahre 1972 erschien eine veränderte Fassung. Hierbei handelt es sich um eine Prosafassung unter dem Titel Die neuen Leiden des jungen W., die im Jahre 1972 im zweiten Heft der DDR-Zeitschrift Sinn und Form veröffentlicht wurde. Im gleichen Jahre kam es zur Uraufführung eines Stücks in zwei Teilen in Halle. Dieses Stück wurde ebenfalls im Jahre 1972 als Bühnen-Manuskript gedruckt. Ein Jahr später, also im Jahre 1973, wurde schließlich eine erweiterte Prosafassung ohne Gattungsbezeichnung veröffentlicht. Hierbei handelt es sich um eine Buchausgabe, die zeitgleich in der DDR und der Bundesrepublik erschienen ist. Ein Unterschied besteht darin, dass die Urfassung einen Selbstmordversuch enthält, in späteren Fassungen aber von einem Unfalltod geredet wird. Auch in der Buchfassung wurde der Schluss verändert, einiges wurde erweitert, anderes wiederum getilgt.

## Fassung von 1973

### Inhalt
Edgar Wibeau wurde von seinem Vater verlassen, als er fünf Jahre alt war. Nach dem Tod Edgars mit 17 Jahren befragt sein Vater Personen, die seinem Sohn nahestanden, um ihn im Nachhinein kennenzulernen.
Edgar wächst in DDR-Zeiten bei seiner Mutter als Musterschüler und Vorzeigeknabe auf – vielleicht nicht ganz freiwillig, denn er macht seine Ausbildung an einer Berufsschule, die von seiner Mutter geleitet wird. Nach einem Streit mit seinem Lehrmeister Flemming tut er, was er schon lange tun wollte – er verschwindet mit seinem Freund Willi aus seinem Heimatort, der fiktiven Kleinstadt Mittenberg, und geht nach Berlin. Willi zieht es jedoch bald wieder nach Mittenberg zurück. Edgar bleibt allein in Berlin, wo er in einer verlassenen Gartenlaube neben einem Kindergarten in Berlin-Lichtenberg unterkommt. In diesem Kindergarten arbeitet die 20-jährige Charlie, in die er sich bald verliebt. Dieter, ihr Verlobter und späterer Ehemann, und Charlie selbst geben Edgar viel zu denken. Der einzige, mit dem Edgar Kontakt hält, ist sein Jugendfreund Willi. Diesem schickt er regelmäßig Tonbänder mit Zitaten aus Goethes Werther, die seine eigene Lage gut beschreiben. „Old Werther“ heißt auch später Edgars „Wertherpistole“, die er gern einsetzt, wenn Situationen unangenehm werden oder er sich seiner Sache nicht mehr ganz sicher ist. Nachdem der junge Rebell an einer Kunsthochschule nicht aufgenommen worden war, sich selbst als verkanntes Genie aber nie ganz abschreibt, nimmt er eine Arbeit als Anstreicher auf. Um Addi und Zaremba, seinen Arbeitskollegen, etwas zu beweisen, versucht er, ein „nebelloses Farbspritzgerät“ zu entwickeln, an dem Addi selbst gerade erst gescheitert ist. Beim ersten Versuch, die selbstgebaute Maschine in Betrieb zu nehmen, wird Edgar durch einen Stromschlag getötet.

### Erzählstruktur
Zu Beginn der Handlung ist die Hauptfigur, der siebzehnjährige Lehrling Edgar Wibeau, bereits tot. Die Handlung setzt kurz nach dem Erscheinen der Todesanzeigen damit ein, dass Edgars Vater die Wohnung der Mutter aufsucht, die Edgar allein großgezogen hat. Im weiteren Verlauf versucht der Vater, Details über Edgars Leben herauszufinden, um seinen Sohn im Nachhinein „kennenzulernen“. Zu diesem Zweck spricht er auch mit Willi, Charlie und Edgars Meister Addi. Die in den Gesprächen angerissenen Themen und Fragen schildert, berichtigt und kommentiert Edgar aus dem Jenseits in längeren inneren Monologen. Seine innere Verfassung drückt Edgar mit Hilfe von Zitaten aus Goethes „Werther“ aus, die er, auf Tonband gesprochen, an Willi geschickt hatte.
Die Zitate aus Goethes „Werther“, die von Edgar Wibeau als „Werther-Pistole“ bezeichnet werden, haben verschiedene Funktionen. Zum einen bringen sie die Leidenschaft Edgars zum Ausdruck, die er durch seine Alltagssprache nicht wiedergeben könnte, zum anderen verschaffen sie ihm Distanz zur Gesellschaft und provozieren diese gleichzeitig. Trotz der veralteten Sprache vergangener Literaturepochen weisen die Zitate mentale Aktualität auf.

### Stil und Sprache
Innerhalb des Werkes stößt der Leser auf eine Mischung unterschiedlicher sprachlicher Mittel. Edgar verwendet eine fiktive Jugendsprache, die von Plenzdorf konstruiert und entwickelt wurde. Beispiele hierfür sind die Wendung „und so“ und Versatzstücke, wie beispielsweise „Leute“. Des Weiteren beinhaltet das Werk eine literarische Sprache, die beispielsweise immer dann zum Vorschein kommt, wenn Werther-Zitate von Goethe eingeschoben werden oder einzelne Wendungen aus Salingers Werk Der Fänger im Roggen in den Text mit einfließen. Diese beiden Sprachen werden zudem durch eine Umgangs- und Fäkalsprache ergänzt. Während der Begriff „rumkraucht“ ein Beispiel für die Umgangssprache darstellt, die in den Dialogen des Vaters und Dieters vorkommt, gehören Begriffe und Wendungen wie „Sauerei“ und „Du Scheiße!“ zur Fäkalsprache. Dadurch will Edgar die jugendlichen Leser seiner Altersgruppe ansprechen und für sich gewinnen. Zusammenfassend kann man also sagen, dass das Werk eine Vielzahl unterschiedlicher sprachlicher Mittel beinhaltet, die zueinander in Kontrast stehen.

### Figuren
- Edgar Wibeau

Edgar Wibeau ist 17 Jahre alt und stammt aus Mittenberg. Von Geschwistern ist nie die Rede; sein Vater verließ früh die Familie. An der Berufsschule, die ausgerechnet von seiner Mutter geleitet wird, gilt er als Musterschüler, der sich nie an Streichen beteiligt, selbst wenn die Ideen von ihm stammen. Doch irgendwann platzt ihm der Kragen, und er haut nach Berlin ab, wo er lange Zeit völlig verwildert lebt. Obwohl er sich selbst als erfahrenen Herzensbrecher sieht, empfindet er zum ersten Mal romantische Liebe für die drei Jahre ältere Kindergärtnerin Charlie. Mit ihr und ihrem Verlobten Dieter entwickelt sich ein ähnliches Dreiecksverhältnis wie es auch von Goethe in „Werthers Leiden“ dargestellt wird.
Edgar ist Fan von westlicher Populärkultur wie „echten Jeans“, Jazz (besonders von Satchmo) und US-amerikanischen Filmen. Er ist außerdem ziemlich gut in der alternativen Ostberliner Musikszene bewandert; allerdings teilt er durchaus die sozialistischen Ideale, regt sich über den Vietnamkrieg auf, bewundert den alten Rotfrontkämpfer Zaremba und ist vor allem kein „Gammler“, ist also bereit, für seinen Unterhalt zu arbeiten. Das von seiner Mutter, seinem Ausbilder oder seinem Nebenbuhler Dieter verkörperte realsozialistische Spießertum lehnt er aber ab. Edgar objektiv zu charakterisieren ist insofern schwer, als er von den Personen seines Umfelds sehr unterschiedlich beschrieben wird (Rashomon-Effekt). Während Willi ihn als guten Maler, kreativ, „Chef in allen Fächern“ und konsequentes Genie bezeichnet, denken andere wie Addi und Charlie eher negativ über ihn und bezeichnen ihn als „vernagelten Idioten“, „Nichtskönner“ und Angeber. Aus all diesen verschiedenen Aspekten lässt sich ersehen, dass Edgar eine sowohl ego- wie auch exzentrische Person ist, die der Person, die ihm gegenübersteht, genau zeigt, was er von ihr hält.
- Charlie Schmidt

Charlie ist eine 20-jährige Kindergärtnerin. Sie fühlt sich zumindest in mancher Hinsicht zu Edgar hingezogen, denkt aber nicht daran, ihre Verlobung mit Dieter für ihn zu opfern. Insbesondere seine Lebensverhältnisse lehnt sie komplett ab, und er ist ihr einfach zu jung. Charlie ist hübsch, intelligent und freundlich, lässt sich aber weder von Dieter noch vom charmanten Edgar einwickeln.
- Dieter

Dieter ist – zumindest im Vergleich zu Edgar – ein linientreuer „Spießer“. Er hat eben seine Dienstzeit bei der Armee mustergültig abgeschlossen und will nun mit dem dadurch erworbenen Stipendium Germanistik studieren. Edgar schätzt ihn auf 25. Dieter und Charlie kennen sich „von Kind auf“ und heiraten später so wie geplant.
- Herr Wibeau

Edgars Vater ist 36 Jahre alt und wohnt mit seiner Freundin in einer Hochhaus-Wohnung in Berlin – als Statiker, und nicht, wie von Edgar angenommen, als Maler. Er verließ seine Frau und sein Kind und interessiert sich erst nach dem Tod seines Sohnes für dessen Leben.
- Else Wibeau

Mutter Wibeau -- Als junger, alleinerziehender Mutter gelang der linientreuen Genossin eine beeindruckende Karriere zur Schulleiterin. Sie hat sich jedoch nie allzu sehr um ihren Sohn gekümmert, verlangte ihm immer viel ab und war vermutlich sehr gekränkt, nachdem Edgar Mittenberg verlassen hatte. Dennoch liebt sie Edgar und unterstützt ihn, so gut es geht. Nachdem er ausgerissen war, scheint es, als kümmere sie sich nicht mehr besonders um ihn. Dennoch erzwingt sie von Willi den Aufenthaltsort von Edgar in Berlin.
- Addi Berliner

Er ist der Brigadeleiter einer Malerbrigade, etwas aufbrausend aber trotzdem ein guter Mensch. Edgar beschreibt ihn als „Steher“, wahrscheinlich Edgars größte Auszeichnung. Auch wenn Addi öfter mit ihm streitet, verstehen sie sich ganz gut. Nach Edgars Rauswurf bekommt Addi ein schlechtes Gewissen, das er auch nach dessen Tod behält.
- Zaremba

Edgar hält viel von Zaremba, vor allem weil dieser – trotz seines Alters – noch so fit und aktiv ist. Er rückt Zaremba in die Nähe seiner Idole aufgrund der Tatsache, dass der Über-Siebzigjährige noch immer arbeitet, obwohl er längst in Rente gehen könnte. Der Anstreicher ist sehr diplomatisch und schlichtet des Öfteren Streit zwischen Addi und dem jungen Wibeau. Als überzeugter Sozialist repräsentiert Zaremba den Typus des idealen Kollektivmitglieds, das sich für den gesellschaftlichen Arbeitserfolg auch über autoritäre Umgangsweisen mit den anderen Kollektivmitgliedern, einschließlich des Außenseiters Wibeau, hinwegsetzt. Zaremba war im Spanischen Bürgerkrieg, hadert mit der Gewerkschaft und der Partei.
- Willi Lindner

Willi ist Edgars alter Jugendfreund und die einzige Person, mit der er nach seiner Flucht noch Kontakt hält. Willi bewundert Edgar. Er brennt mit ihm nach Berlin durch, kehrt aber schnell wieder reumütig nach Hause zurück – was Edgar aber nur recht ist. Später werden ihm Edgars kryptische Tonbandbotschaften unheimlich, und er gibt sie an Else weiter. Über Willi selbst erfährt man sonst nicht viel.

### Die Dreiecksbeziehungen im Werther und in den „Neuen Leiden“
Die Dreiecksbeziehungen in beiden Romanen sind ein weiterer Bezugspunkt zum „Vorbildroman“ Die Leiden des jungen Werther von Goethe.
Man kann davon ausgehen, dass sich die Figuren Edgar – Werther, Charlie – Lotte und Dieter – Albert jeweils aufeinander beziehen und auf die „Originalfiguren“ in Goethes Roman aufgebaut sind. Es beginnt bei Edgars Begehren für Charlie: „Außerdem wollte ich sie von Anfang an haben. Rumkriegen sowieso, aber auch haben.“ (S. 49), „Wenn jetzt einer denkt, das ging mir besonders an die Nieren oder so mit dem Verlobten, der irrt sich, Leute. Verlobt ist noch lange nicht verheiratet. Auf jeden Fall hatte Charlie begriffen, was gespielt wurde. Das war’s doch! Sie fing an, mich ernst zu nehmen. Ich kannte das schon. Verlobte tauchen immer dann auf, wenn es ernst wird.“ (S. 55). Dieses Begehren, das Edgar für Charlie hegt, ähnelt sehr dem zwischen Werther und Lotte. Beide lieben eine Frau, die verlobt bzw. versprochen ist. Und beide haben eine gewisse Hoffnung, dass es doch noch funktionieren könne.
Ähnlich ist auch die von Charlie bzw. Lotte ausgehende Verbindung zwischen ihren Männern und Edgar bzw. Werther. Beide Frauen versuchen, ihre Männer auf irgendeine Art und Weise zwischen sich und Edgar bzw. Werther zu drängen. Charlie sagt dazu: „Ich brachte ihn und Edgar zusammen. Dieter, also mein Mann, war zuletzt Innendienstleiter gewesen. (...) Ich dachte, er würde auf Edgar vielleicht ein bißchen Einfluß haben.“ (S. 73).
Von Seiten Edgars und Werthers gehen auch widersprüchliche Gefühle den anderen Männern gegenüber aus, die jedoch in den Neuen Leiden noch klarer negativ sind. Trotzdem respektieren sie die Verlobten, Werther mag ihn sogar. Innerlich denkt er aber vermutlich dasselbe, das Edgar ausspricht: „Zu Dieter will ich noch sagen: Wahrscheinlich war er ganz passabel. Es konnte schließlich nicht jeder so ein Idiot sein wie ich. Und wahrscheinlich war er sogar genau der richtige Mann für Charlie. Aber es hatte keinen Zweck, darüber nachzudenken. Ich kann euch nur raten, Leute, in so einer Situation nicht darüber nachzudenken. Wenn man gegen einen Gegner antritt, kann man nicht darüber nachdenken, was er für ein sympathischer Junge ist und so. Das führt zu nichts.“ (S. 77).
Trotzdem „landen“ bekannterweise beide Frauen später bei ihren ursprünglichen Verlobten, auch wenn sie beide zwischendurch zweifeln und (vermutlich) beide auch hoffen, dass sich das Problem auf folgende Art und Weise löst: „Wahrscheinlich ging in dem Moment ihr größter Traum in Erfüllung, daß ich und Dieter gute Freunde wurden.“ (S. 119). Denn dann wäre vermutlich auch bei Edgar und Werther eine Schranke hervorgerufen, die sie selbst daran hindern würde weiterzugehen.
Es ist festzuhalten, dass sich diese Figurenkonstellationen sehr ähneln und zum Abschluss lässt sich die Frage stellen: Sind die neuen Leiden vielleicht die Alten?
(Die Seitenangaben stammen aus der Suhrkamp-Ausgabe des Werks; siehe Literaturangaben).

### Bezüge zur gesellschaftlichen Situation
Erschienen zu jener Zeit in der DDR, in der Schriftsteller neue Freiräume genießen und Gesellschaftskritik üben durften, lässt Plenzdorf seinen Protagonisten Edgar Wibeau in seinem Roman rebellieren. Der Protest Edgars richtet sich gegen die gesellschaftlichen Verhältnisse, die es dem Jugendlichen schwer machen, sich selbst zu finden und zu entfalten, nicht jedoch an die Grundlagen der sozialistischen Gesellschaft an sich.
Die Leitideen dieser Gesellschaft der DDR sind im Roman allgegenwärtig. Während in der Bundesrepublik verschiedene Weltanschauungen ihren Platz finden, gibt es in der DDR neben der kommunistischen Ideologie für andere Weltanschauungen keinen Raum. Für die SED (Sozialistische Einheitspartei Deutschlands) spielt die Jugendpolitik eine große Rolle und sie nutzt die FDJ (Freie Deutsche Jugend) zur ideologischen Beeinflussung und politischen Mobilisierung. Im Rahmen der Erziehung zu einer sozialistischen Persönlichkeit sind Spontaneität und Kreativität unerwünscht. Dieses Fehlen von Entfaltungsmöglichkeiten kritisiert Edgar Wibeau im Roman und widersetzt sich immer wieder den Erwartungen, sei es durch sein Äußeres oder auch nach seinem Fehlverhalten zu Beginn des Romans durch seine Flucht nach Berlin, welche verdeutlicht, dass sein Selbstbewusstsein sich nicht mit den Ansprüchen einer Gesellschaft vereinbaren lässt, die ihren eigenen sozialistischen Fortschritt über die Selbstverwirklichungsansprüche des Einzelnen stellt.

## Unterschied zur Urfassung
Im Rückblick fallen wesentliche Unterschiede zwischen der Romanfassung von 1973 und der Urfassung von 1968 auf, die wie ein unfertiges Filmskript wirkt, bei dem viele Szenen erst noch durch Dialoge und Regieanweisungen ausgestaltet werden müssen. Edgar träumt davon, so wie sein Vater ein Maler und Bohemien zu sein, und das Objekt seiner Begierde heißt hier noch Charlotte. Sein Tagebuch führt er hier noch nicht auf einem Kassettenrekorder, sondern auf einem kompakten Tonbandgerät. Nachdem Edgar sie an Dieter verloren hat, setzt er auch in dieser Fassung alles auf sein geniales, hydraulisches Farbspritzgerät. Dessen Probelauf löst er symbolträchtig durch den Druck auf eine Schreibmaschinentaste aus, gleichzeitig will er aber gleich zweifachen Selbstmord, durch Erschießen und Erhängen, begehen. Auch hier geht der Plan völlig schief, die Maschine explodiert, allerdings scheitert auch der Selbstmordversuch. Seine herbeigeeilten Kollegen erkennen aber die geniale Konstruktion, und die Maschine wird doch noch ein voller Erfolg. Edgar kehrt als Held in seine Heimatstadt zurück, und selbst seinem Freund Willi scheint sich eine Künstlerkarriere zu eröffnen.

## Verfilmung
Das Buch wurde schließlich doch noch, und zwar in Westdeutschland verfilmt, an Drehorten im Westen, wobei die Handlung weiterhin in der DDR spielte. Das Drehbuch schrieb Ulrich Plenzdorf, die Regie hatte Eberhard Itzenplitz. Für die Rolle als Edgar Wibeau erhielt Klaus Hoffmann die Auszeichnungen Bambi und Goldene Kamera. Weitere Schauspieler waren Léonie Thelen (als Charlie), Hans-Werner Bussinger (Herr Wibeau), Henning Gissel (Addi), Barbara Klein (Frau Wibeau), Bruno Dallansky, Peter Thom (Maler), Bernd Köhler, Wolfgang Condrus (Maler), Klaus Münster, Rolf Möbius, Klaus Jepsen, Gerda Blisse, Vera Ducci, Jörg Nagel. Auftraggeber war der Südwestfunk, die Produktionsfirma war Artus-Film.
Der westdeutsche Fernsehfilm wurde von der ARD am Dienstag, dem 20. April 1976, um 21 Uhr gesendet und als Videokassette vertrieben von Matthias-Film (1990)
und der Bundeszentrale für Politische Bildung (1995).
Im gleichen Jahr, 1976, wurde die ostdeutsche DEFA-Produktion von Goethes Die Leiden des jungen Werthers mit Katharina Thalbach als Lotte fertiggestellt.

## Ausgaben
Es gab zahlreiche Neuauflagen und Übersetzungen in 18 Sprachen.  Bis 1990 waren vom Roman 10 DDR-Auflagen und 38 westdeutsche Auflagen erschienen.
- Die neuen Leiden des jungen W. – Stück in 2 Teilen. Unverkäufliches [Bühnen-]Manuskript. Henschelverlag, Abt. Bühnenvertrieb, Berlin 1972.
- Die neuen Leiden des jungen W. Roman, Hinstorff, Rostock 1973, 10. Auflage 1990
- Die neuen Leiden des jungen W. Roman,  Suhrkamp, Frankfurt am Main 1973, 33. Auflage 1990; außerdem vier weitere Auflagen in anderen Ausgaben seit 1976.
- Die neuen Leiden des jungen W., Bühnenstück, Henschelverlag Berlin, 1974, 2. Auflage 1977 (zusammen mit Die Legende von Paul & Paula, Filmstück)
- Die neuen Leiden des jungen W., Büchergilde Gutenberg, 1974, eine Auflage

## Sekundärliteratur
- Kommentar von Jürgen Krätzer in der Ausgabe Die neuen Leiden des jungen W., Text und Kommentar. Suhrkamp BasisBibliothek, Frankfurt am Main 2004, ISBN 3-518-18839-9.
- Rüdiger Bernhardt: "Die neuen Leiden des jungen W." Textanalyse und Interpretation. Reihe Königs Erläuterungen und Materialien 304, C. Bange Verlag, Hollfeld 2012, ISBN 978-3-8044-1977-3.
- Peter J. Brenner: Plenzdorfs „Neue Leiden des jungen W.“ Reihe: Suhrkamp Taschenbuch Materialien, Frankfurt am Main 1982; enthält die verschiedenen Textversionen
- Georg Jäger: Die Leiden des alten und neuen Werther. Kommentare, Abbildungen, Materialien zu Goethes „Leiden des jungen Werthers“ und Plenzdorfs „Neuen Leiden des jungen W.“ Carl Hanser Verlag, München / Wien 1984, ISBN 3-446-13945-1.
- Ingrid Seyfarth, Manfred Nössig, Wilhelm Girnus, Robert Weimann, Peter Biele: Zeittheater für ein junges Publikum: Plenzdorfs 'Neue Leiden' als Drehpunkt in den Debatten um Gegenwartsdramatik und Erbe-Rezeption. In: Helmut Kreuzer, Karl-Wilhelm Schmidt: Dramaturgie in der DDR. Band II (1970 – 1990). Universitätsverlag C. Winter Heidelberg 1998, ISBN 3-8253-0742-5.
- Kerstin Hohner: „Jeans sind eine Einstellung und keine Hosen“. Vor 50 Jahren erschien das Kultbuch „Die neuen Leiden des jungen W.“ von Ulrich Plenzdorf. In: Gerbergasse 18. Thüringer Vierteljahreszeitschrift für Zeitgeschichte und Politik. Heft 108, 3/2023, S. 55–58.

## Varia
Ulrich Plenzdorf hat in Die neuen Leiden des jungen W. die Jazz-Sängerin Uschi Brüning (* 1947) literarisch verewigt:

„[...] Uschi Brüning! Wenn die Frau anfing, ging ich immer kaputt. Ich glaube, sie ist nicht schlechter als Ella Fitzgerald oder eine. Sie hätte alles von mir haben können, wenn sie da vorn stand mit ihrer großen Brille und sich langsam in die Truppe einsang. [...] Wie sie sich mit dem Chef verständigte ohne einen Blick, das konnte nur Seelenwanderung sein. Und wie sie sich mit einem Blick bedankte, wenn er sie einsteigen ließ! Ich hätte jedes Mal heulen können. Er hielt sie so lange zurück, bis sie es fast nicht mehr aushalten konnte, und dann ließ er sie einsteigen, und sie bedankte sich durch ein Lächeln, und ich wurde fast nicht wieder.“